# France-Albert René
France-Albert René, född 16 november 1935 i Victoria på Mahé, död 27 februari 2019 på Mahé, var Seychellernas president mellan den 5 juni 1977 och den 16 april 2004.
Han utbildades vid St Mary's College i Southampton, Storbritannien och vid King's College London innan han arbetade som advokat i Seychellerna mellan 1957 och 1961.
1964 bildade han Front Progressiste du Peuple Seychellois och 1976 blev han landets premiärminister under president James Mancham.
Den 5 juni 1977 blev han landets president efter en statskupp. Hans parti var landets enda tillåtna från 1979 till 1993 och han vann presidentvalen 1979, 1984, 1989, 1993, 1998 och 2001. Den 24 februari 2004 meddelade han att han skulle avgå till förmån för vicepresidenten James Michel och gjorde så den 14 april samma år.